# Batalla de Pont-Charrault
Batalla de Pont-Charrault també anomenada Batalla de Gravereau o Batalla de la Guérinière, és una emboscada creada per les tropes de la República pels camperols insurgents de Vendée el 19 de març de 1793. Té lloc al nord de Chantonnay, al voltant del pont de Gravereau, al Petit Lay. Els camperols vendeans van obtenir una gran victòria sobre les tropes republicanes aquell dia.

## Preludi
A l'oest de França, l'impost de misses va provocar molts revolts. El 13 de març, els insurgents del departament oriental de la Venècia van agafar Montaigu i Herbiers i van posar en marxa la guàrdia nacional de Fontenay-le-Comte a la cruïlla dels Quatre Camins cap a l'Oie, al sud de Saint-Fulgent. El despreniment republicà va retirar a Sainte-Hermine després d'haver tingut entre 25 i 30 morts.
En la Rochelle, a sud del territori insurgent, la 12ª Divisió Militar estava sota el comandament del general Marc Antoni Malleret Verteuil, que està assistit per Louis Henri François de Marcé i Esprit de Baudry d'Asson. El 12 de març, en resposta a una petició d'ajuda llançada pels districtes de Sables-d'Olonne i Challans, Verteuil va anunciar l'enviament de reforços. Sembla que inicialment tenia el pla de rescatar les Arenes, però la nit del 13 al 14 de març, els republicans reben una carta de Sainte-Hermine advertint que el camí cap a Nantes està protegit pels rebels, estimats a prop de 10.000, i que els ponts al nord de Chantonnay han estat tallats. L'objectiu inicial es modifica, a petició o amb l'acord del representant en missió Joseph Niou, El 14 de març, el general Marcé va sortir de La Rochelle amb una columna de 1.200 homes i quatre canons i va sortir a la carretera de Nantes.
El 15 de març, els insurgents prenen Chantonnay després d'una lluita contra els Guàrdies Nacionals de Fontenay, El 16 de març, Marcé va arribar a Sainte-Hermine amb entre 1.200 i 1.300 homes. El dia 17 va anar a Chantonnay amb una avantguarda de 500 homes. Els republicans van ser presos de la ciutat i els vendeans van caure sobre l'Oie, deixant de 40 a a 100 morts i tres canons a terra. Marcé rep reforços el mateix dia i anuncia la seva intenció de continuar la seva marxa cap a Nantes.
El 18 de març, la comissió civil de Sainte-Hermine va menar requisar els cavalls i carretons per subministrar menjar a la columna.

## Forces implicades
Quan la columna de l'esquerra Marcé La Rochelle el 14 de març, tenia poc més de mil combatents: 400 homes procedents dels 2º, 3º i 4º batallons de voluntaris de la Charente-inferior, 500 homes de la guàrdia nacional de Rochefort-sur-Mer, que els ponts 100, 150 homes de la guàrdia nacional de la Rochelle, 140 homes i infants de marina del regiment, 50 homes de 60 regiment d'infanteria, un escamot la gendarmeria i alguns artillers amb quatre peces de campanya. No obstant això, la columna va ser reforçada pel camí per diversos centenars de guàrdies nacionals, sobretot de Surgères, Chaillé-les-Marais, Luçon, Marans i potser Niort i Saintes, amb quatre canons. La majoria dels combatents no tenien experiència de combat i alguns els i manquen municions. En total, Marcé declara que té 2.000 homes quan entra al territori insurgent. Deschamps, comissari del departament Deux-Sèvres, Anuncia 3.500 homes el 18 de març. Els representants en missió Niou i Trullard són l'estat per la seva part dels 2.300 homes en el seu informe a la Convenció Nacional. Aquest número és probablement i també ho proporcionen els historiadors Jean-Clément Martin, Alain Gérard, i Roger Dupuy.

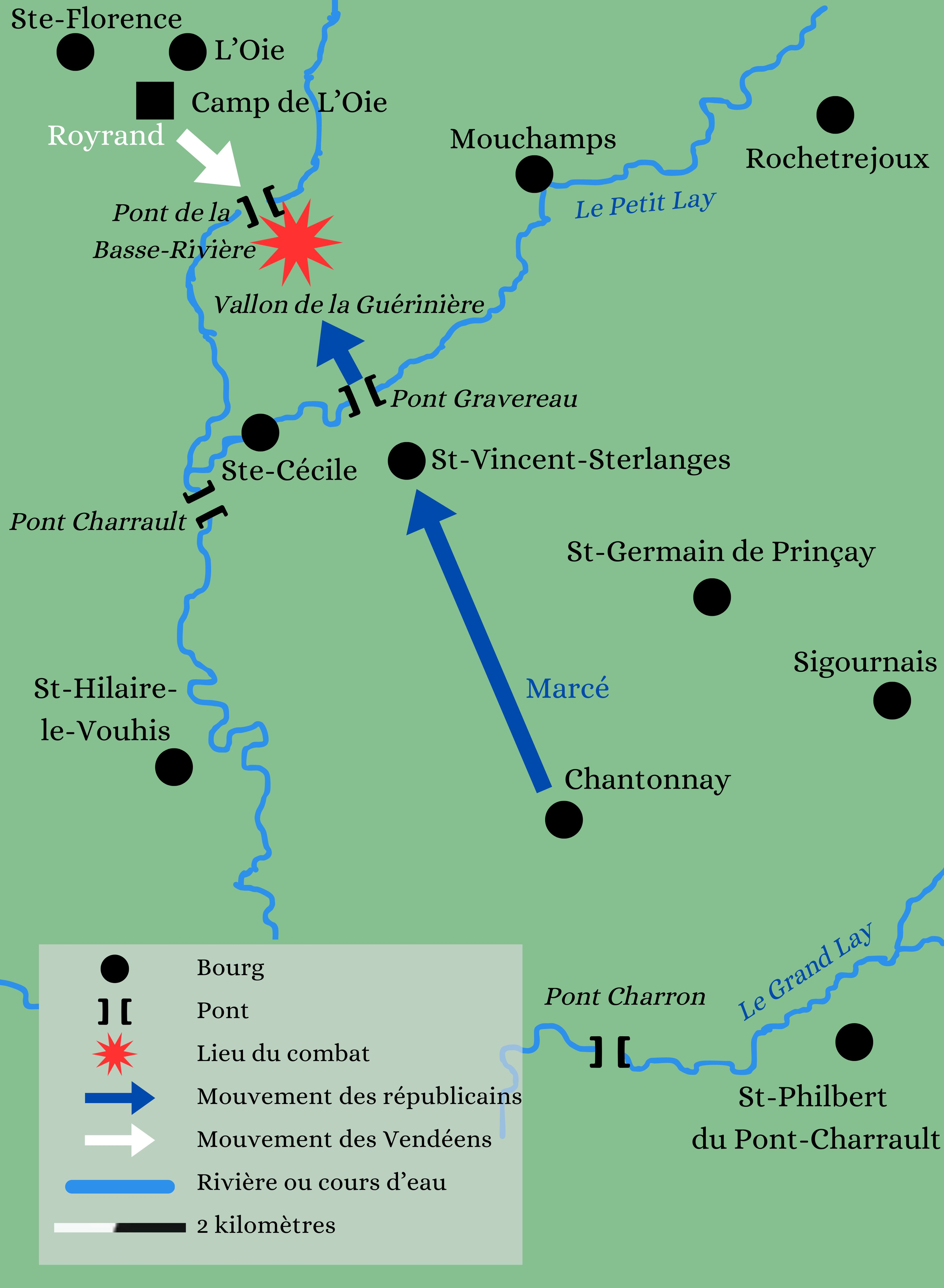
Mapa de la batalla de Pont-Charrault

Els insurgents de la Vendée reunits entre el 16 i el 19 de març al campament de l'Oie són entre 5.000 i 6.000, armats amb fusells, piques i fals. Els encarreguen diferents caps: Charles de Royrand, Louis Sapinaud de La Verrie, Charles Sapinaud de La Rairie, els germans Auguste i Amédée de Béjarry, Gabriel de Baudry d'Asson, Aimé de Vaugirard, Jacques Louis de Verteuil, Mathieu de Verteuil, William Bulkeley i de Chouppe.

## Procediment
Tot i que generalment es designa amb el nom de "Batalla de Pont-Charrault"Coutau-Bégarie i Doré-Graslin 2010, pàg. 172. per inexactituds als comptes republicans inicials, el combat té lloc al nord de Saint-Vincent-Sterlanges, a la vall de Guérinière, entre el pont de Gravereau sobre el rierol Petit Lay, al sud, i el pont de Basse-Rivière sobre el Vendronneau, al nord.Coutau-Bégarie i Doré-Graslin 2010, pàg. 174.
El 19 de març, al migdia, Marcé surt de Chantonnay al capdavant de la seva columna. Els representants de la missió Niou i Trullard l'acompanyen. Les condicions climàtiques són difícils: el clima és fred, plujós i ventós. Després de passar Saint-Vincent-Sterlanges, els republicans troben el pont de Gravereau tallat i han de restaurar-lo per continuar caminant.Coutau-Bégarie i Doré-Graslin 2010, pàg. 174. Poc després, troben el pont Basse-Rivière tallat al seu torn, i el temps per dur a terme les obres necessàries, els soldats esperen també el seu torn a la vall de Guérinière.Coutau-Bégarie i Doré-Graslin 2010, pàg. 174.
Al voltant de les 3 o 4 de la tarda, hi ha una tropa senyalitzada cap a Saint-Fulgent. Els republicans dubten. Alguns pensen en un atac enemic, però d'altres creuen reconèixer la cançó de "La Marseillaise" i pensen que els reforços patriòtics arriben de Nantes. Per ordre dels representants, s'envia un trompeta i un o dos auxiliars de campament per tal de fer un reconeixement. Passen dues hores més per la inacció, Marcé fins i tot es compromet a conviure les seves tropes 20 Els emissaris tornen a llançar l'alerta, però, massa tard, els vendeans es posen de peu i llancen l'atac. Les lletres eren de La Marseillaise des Blancs.
La lluita comença al voltant de les sis o les set del vespre del dia 15, poc abans de la nit del. Els vendeans ocupen posicions al bosc i a les altures, des d'on obren el foc. Després dels primers trets, els combats tornen a tancar el combat. A l'ala esquerra, els guàrdies nacionals s'abandonen el pànic, que es comunica ràpidament a tot l'exèrcit. En qüestió d'hores, els republicans van ser completament derrotats.
Els fugitius creuen Saint-Vincent-Sterlanges i Chantonnay, després arriben a Sainte-Hermine a les tres de la matinada. Els oficials, però, no van aconseguir reunir els seus homes i el vol es va reprendre l'endemà al matí, només es va aturar a La Rochelle on Marcé va arribar entre els darrers. Altres soldats tornen a Niort.

## Pèrdues
No es coneix amb exactitud el nombre de persones humanes, no s'elabora cap declaració oficial i han desaparegut els registres de defuncions dels municipis situats al perímetre dels combats. Per part dels republicans, Jean-Baptiste Martineau anuncia 300 morts en una carta dirigida el 21 de març al seu col·lega Jean-François Goupilleau, membre de la Convenció nacional. A les seves memòries, el cap vendeà Amédée-François-Paul de Béjarry va informar de 400 morts i de 200 a 300 presoners. Auguste Billaud, Yves Gras i Émile Gabory evoquen una valoració de 500 morts, Els republicans també deixen als insurgents un canó, un gran nombre de fusells, 2400 cartutxos i un miler de quilos de polvora. Entre els vendeans, Yves Gras parla de 250 morts. Entre aquests hi ha un cap, Sapinaud de Bois-Huget.

## Conseqüències

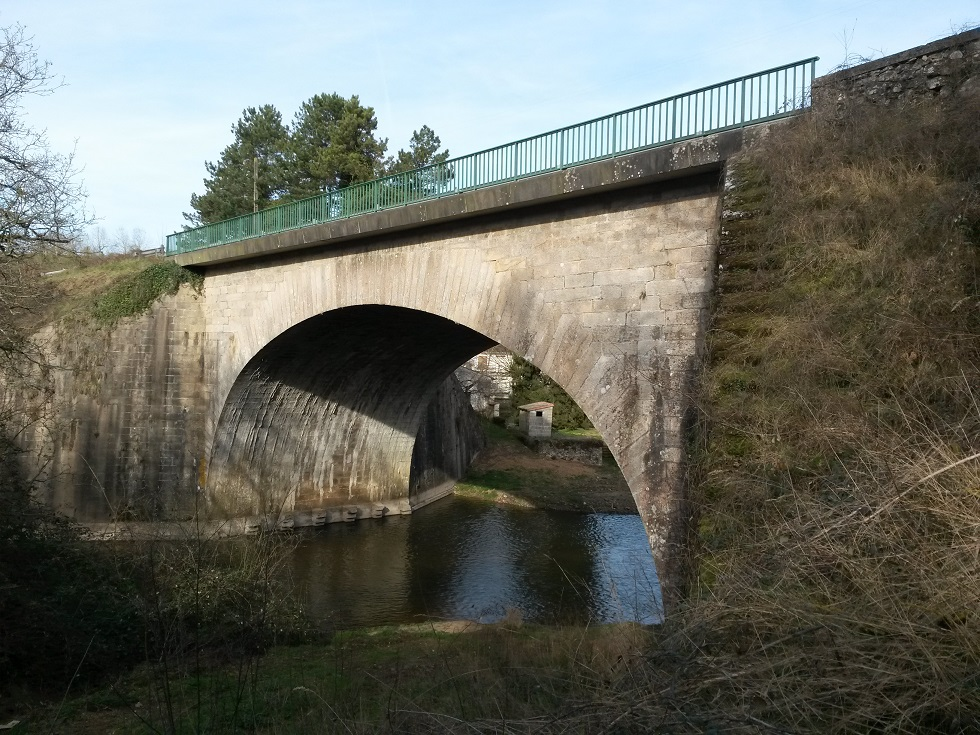
El modern Pont-Charrault

A La Rochelle, l'anunci de la derrota va causar sorpresa general i la por als "bandolers" es va estendre. El 21 de març, quatre sacerdots refractaris de territori insurgent i empresonat des de l'octubre de 1792, sortit de la seva presó per a ser transferits a l'illa de Ré.
 Però pel camí, són massacrats per la multitud i els seus cossos són decapitats, emasculats i escorxats. L'endemà, dos religiosos de Saint-Laurent-sur-Sèvre van desembarcar a La Rochelle i van ser massacrat al seu torn.
Des del 20 de març de Marce va aturar i es retira per ordres dels representants en missió i va ser reemplaçat pel seu adjunt, el coronel Henri Boulard, el 60° regiment d'infanteria. El 21 de març, Niou i Trullard escriuen el seu informe i culpen la derrota al general Marcé. En el seu informe, Niou afirma haver donat el consell de deixar la posició ocupada pels republicans abans de l'atac als vendeans, que disputa Boulard, que en el seu informe va escriure el 21 de març per al ministre de la guerra, afirma que el representant de la missió creia en l'arribada dels reforços de patriotes i va prohibir l'obertura del foc. Niou i Trullard només parlen de la derrota "estranya i cruel". Tot i això, els representants de la missió Auguis i Carra van més enllà. Després d'haver presenciat el recorregut de les tropes mentre es trobaven a Sainte-Hermine, els dos homes van acusar Marcé de "la més despietada covardía" o "la traïció més covarda". També van detenir el seu fill, al·legant tenir bons motius per creure que tots dos estaven implicats en la trama del marquès de La Rouërie. A més, en un clima de sospita cap als aristòcrates, els dos representants, després d'assabentar-se que un dels líders insurgents es diu Verteuil, dedueixen que ha de ser el fill de Marc-Antoine Malleret de Verteuil, el comandant cap de la plaça de la Rochelle, i també preveu-en destituir-lo. Tanmateix, la relació entre el general republicà i el líder insurgent és força llunyana i Verteuil roman al seu càrrec durant tres mesos més. Finalment, el 6 d'abril, Auguis i Carra fan una comparació amb la traïció a Bèlgica del general Dumouriez remarcant que la data de la seva defecció -el 19 de març- és la mateixa que la de la derrota de Marcé i afegint que Dumouriez va servir com a mariscal de camp a la Vendée de 1791 a 1792. Ells conclouen que "ja no hi ha cap dubte sobre una trama general; Marcé i Dumouriez havien estat d'acord".
La notícia de l'ocorregut al Pont-Charrault arriba a París el 23 de març i provoca l'astorament dels diputats de la Convenció Nacional que consideren incomprensible la derrota de les tropes de línia contra els camperols i s'ho expliquen només per traïció. El diputat Lecointe-Puyraveau evoca una conspiració anglesa. Tallien declara que Marcé només pot ser "un imbècil o un traïdor". Barère demana que Marcé sigui jutjat per un tribunal marcial a La Rochelle. Però Robespierre intervé i insisteix que el general sigui sotmès a judici a París, davant el Tribunal Revolucionari.
 Marcé és efectivament portat davant el Tribunal Revolucionari el 26 de juliol de 1793 i posat a prova el 28 de gener de 1794. En la seva acusació, Fouquier-Tinville acusa el general d'haver traït "pervers i intencionadament, els interessos de la República […] promovent el progrés de les armes dels bandolers al seu territori". El tribunal, per la seva banda, va presentar en el seu judici greuges de traïció, negligència i indignació, acusant l'oficial de no haver ordenat "que es fes necessària una jubilació" i d'haver abandonat "per una fugida covarda i criminal, tropes desorganitzades i artilleria exposada; cosa que va fer que la República perdés generosos defensors i va proporcionar als rebels un progrés monstruós". Condemnat a mort, Marcé és guillotinat 29 de gener de 1794.

Per a l'historiador Jean-Clément Martin: 
| « | "Per greu que hagi estat, el fracàs de Marcé es va deure simplement a la mediocritat dels mitjans revolucionaris i a la seva falta de força de voluntat. Les poques línies disponibles per a la regió que van des de Nantes fins a La Rochelle són poques. L'obsessió per un desembarcament anglès a les costes obliga l'estacionament permanent de les tropes als ports, així com a les illes que comanden la costa". | » |

És després d'aquesta batalla, després d'haver tingut lloc al cor del departament de la Vendée, que tots els insurgents d'Occident comencen a ser qualificats com a Vendeans i que el conflicte es converteix en la Revolta de La Vendée, mentre que la insurrecció tanmateix afecta a molts altres departaments. Segons l'historiador Jean-Clément Martin: "La Vendée va néixer del nom de" guerra "per la batalla perduda el 19 de març de 1793 enmig del departament de Vendée. Després d'aquesta batalla: "La fórmula" dels rebels del departament de Vendée i d'altres veïns "està consagrada pel seu ús en els debats que se succeeixen, atribuint-se només a Vendée, és a dir als seus administradors considerats incapaços, la responsabilitat de guerra civil. La Revolta de La Vendée té els seus orígens en aquesta lectura, que és ben acceptada pels administradors dels departaments dels voltants que poden insistir en les seves qualitats republicanes. Els mesos de juliol i agost de 1793, els patriotes del departament de la Vendée abordaran la Convenció perquè el nom de la guerra canviï i no els estigmatitzi. En va. […] En la competència que es compta entre els departaments d'Occident per indicar els que són els millors republicans, Deux-Sèvres destaquen la seva pròpia vigilància contra els reialistes, com Maine-et-Loire i Loire-Inférieur, que tots permeten que la guerra s'anomeni "de La Vendée". Tant si els seus directors agraden com si no, La Vendée s'ha convertit així, en pocs dies, en una terra de subversió, encara que s'amaga amb trames contrarevolucionàries.